# Pseudoneaveia jacksoni
Pseudoneaveia jacksoni är en fjärilsart som beskrevs av Henry Stempffer 1964. Pseudoneaveia jacksoni ingår i släktet Pseudoneaveia och familjen juvelvingar. Inga underarter finns listade.